# Pe drumuri neumblate
Pe drumuri neumblate este un film românesc din 2011 regizat de Dieter Auner.